# 1560 Strattonia
1560 Strattonia eller 1942 XB är en asteroid i huvudbältet som upptäcktes 3 december 1942 av den belgiske astronomen Eugène Joseph Delporte i Uccle. Det har fått sitt namn efter den brittiske astronomen F. J. M. Stratton.
Asteroiden har en diameter på ungefär 23 kilometer.